# 지시로지마촌
지시로지마촌(茅城島村)은 니가타현 나카칸바라군에 설치되었던 촌이다.